# М'язи нижньої кінцівки людини

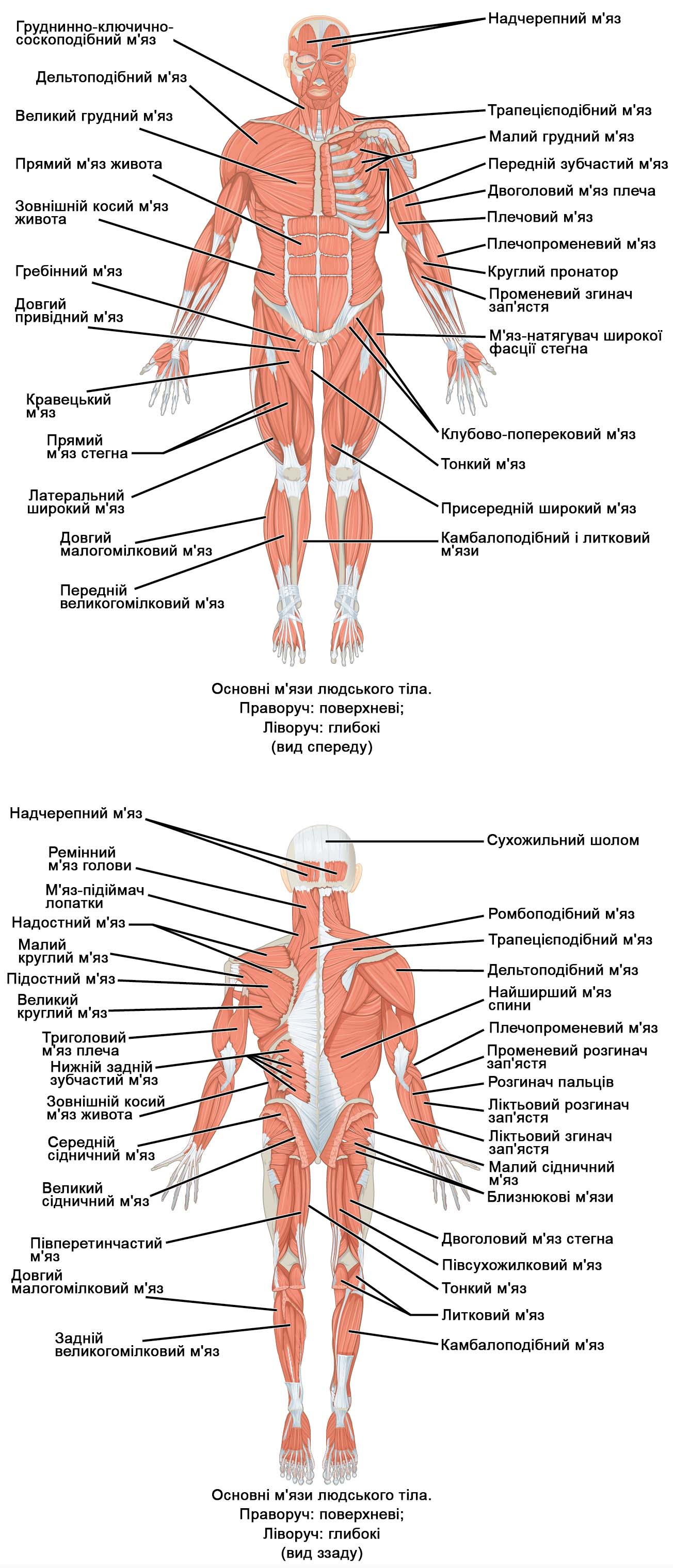
Головні м'язи людського тіла

М'язи нижніх кінцівок людини діляться на м'язи тазового пояса, м'язи стегна, м'язи гомілки та м'язи стопи.

## М'язи тазового пояса
Тазовий пояс майже нерухомо з’єднаний із крижовим відділом хребта, тому жоден м’яз ним не рухає. М'язи, розміщені на тазі, рухають ногою в тазостегновому суглобі та хребті.

### Передня група
| Ілюстрація | М'яз                                               | Особливість                                                                | Початок | Кінець                         | Функція |
| ---------- | -------------------------------------------------- | -------------------------------------------------------------------------- | --- | ------------------------------ | --- |
|            | Клубово-поперековий м'яз (лат. musculus iliopsoas) | Складається із двох м’язів: великого поперекового і клубового              | Великий поперековий м'яз кріпиться до бічних поверхонь і міжреберних дисків 12 грудного хребця і 4 верхніх поперекових хребців. Клубовий м'яз починається від клубової ямки і передньої клубової ості клубової кістки (верхнього і нижнього) | Малий вертлюг стегнової кістки | Згинає тазоподібний суглоб до стику стегна з передньою черевною стінкою; обертає стегно назовні. При фіксованому стегні згинає поперекову частину хребта |
|            | Малий поперековий м'яз (лат. musculus psoas minor) | Може бути відсутнім. Іноді виділяють як частину клубово-поперекового м'яза | Прилягає до великого поперекового м’яза | Клубово-лобкове підвищення     | Натягує клубову фасцію та бере участь у згинанні хребетного стовпа                                                                                       |

### Задня група
| Ілюстрація | М'яз                                                                                                   | Початок | Кінець | Функція |
| ---------- | --- | --- | --- | --- |
|            | Великий сідничний м'яз (лат. musculus gluteus maximus)                                                 | Зовнішня (сіднична) поверхня клубової кістки, попереково-грудної фасції, бічних частин крижів та куприка і від крижово-горбової зв’язки | Передня частина пучків переходить у широку фасцію стегна. Задня частина пучків кріпиться до сідничної горбистості стегнової кістки. | Розгинає ногу в тазостегновому суглобі; при фіксованих ногах розгинає тулуб |
|            | Середній сідничний м'яз (лат. musculus gluteus medius)                                                 | Зовнішня (сіднична) поверхня клубової кістки                                                                                            | Верхівка і зовнішня поверхня великого вертлюга                                                                                      | Відводить стегно в тазостегновому суглобі. Скороченням тільки передніх волокон обертає стегно всередину, скороченням задніх — назовні. При фіксованій нозі відводить (нахиляє вбік) таз |
|            | Малий сідничний м'яз (лат. musculus gluteus minimus)                                                   | Зовнішня (сіднична) поверхня клубової кістки                                                                                            | Передня поверхня великого вертлюга                                                                                                  | Відводить стегно в тазостегновому суглобі. Скороченням тільки передніх волокон обертає стегно всередину, скороченням задніх — назовні. При фіксованій нозі відводить (нахиляє вбік) таз |
|            | М'яз-натягувач широкої фасції стегна (лат. musculus tensor fasciae latae)                              | Верхня передня клубова ость | Перехід у широку фасцію стегна | Напружує широку фасцію; бере участь у згинанні та пронації стегна |
|            | Грушоподібний м'яз (лат. musculus piriformis)                                                          | Тазова поверхня крижів (II—IV крижові хребці)                                                                                           | Верхівка великого вертлюга стегнової кістки                                                                                         | Обертає стегно назовні |
|            | Внутрішній затульний м'яз (лат. musculus obturator internus)                                           | Внутрішня поверхня замикальної мембрани, краї замикального отвору, замикальна фасція                                                    | Медіальна поверхня великого вертлюга стегнової кістки                                                                               | Обертає стегно назовні |
|            | Верхній (лат. musculus gemellus superior) і нижній близнюковий м'язи (лат. musculus gemellus inferior) | Сіднична ость /горбик | Великий вертлюг стегнової кістки | Обертають стегно назовні |
|            | Зовнішній затульний м'яз (лат. musculus obdurator externus)                                            | Зовнішня поверхня замикальної мембрани, зовнішнія поверхня лобкової кістки і гілка сідчничної кістки                                    | Вертикальна ямка великого вертлюга, капсула тазостегнового суглоба                                                                  | Обертає стегно назовні |
|            | Квадратний м'яз стегна (лат. musculus quadratus femoris)                                               | Міститься вниз від нижнього близнюкового м'яза під нижнім краєм великого сідничного м'яза.                                              | Міжвертлюжна борозна стегнової кістки                                                                                               | Обертає стегно назовні |

## М'язи стегна

### Передня група
| Ілюстрація | М'яз                                                                      | Початок | Кінець                                                               | Функція |
| ---------- | ------------------------------------------------------------------------- | --- | -------------------------------------------------------------------- | --- |
|            | Кравецький м'яз (лат. musculus sartorius)                                 | Верхня передня клубова ость | Горбистість великогомілкової кістки, вплітається у фасцію гомілки    | Згинає ногу в тазостегновому і колінному суглобах: обертає гомілку всередину, а стегно — назовні                   |
|            | Чотириголовий м'яз стегна (квадрицепс) (лат. musculus quadriceps femoris) | Складається з чотирьох голівок: прямий м'яз стегна — починається від нижньої передньої клубної ості, надвертлюжної борозни; присередній (медіальний) широкий м'яз стегна — починається від медіальної губи шорсткої лінії стегна; бічний (латеральний) широкий м'яз стегна — починається від великого вертлюга, міжвертлюжної лінії і латеральної губи широкої лінії стегна; проміжний широкий м'яз стегна — починається від міжвертлюжної лінії | Всі чотири голівки кріпляться до горбистості великогомілкової кістки | Розгинає ногу в колінному суглобі; прямий м'яз, діючи окремо, згинає ногу в тазостегновому суглобі до прямого кута |

### Присередня група
| Ілюстрація | М'яз                                                    | Початок                                                                        | Кінець | Функція                                                                          |
| ---------- | ------------------------------------------------------- | ------------------------------------------------------------------------------ | --- | -------------------------------------------------------------------------------- |
|            | Гребінний м'яз (лат. musculus pectineus)                | Лобковий гребінь, верхня гілка лобкової кістки                                 | Гребінна лінія, проксимальна частина стегнової кістки (між задньою поверхнею малого вертлюга і шорсткою лінією стегна) | Згинає ногу в тазостегновому суглобі, одночасно приводячи її і обертаючи назовні |
|            | Тонкий м'яз (лат. musculus gracilis)                    | Нижня сторона лобкового симфіза, нижня гілка лобкової кістки                   | Горбистість великогомілкової кістки                                                                                    | Приводить відведену ногу; бере участь у згинанні ноги в колінному суглобі        |
|            | Довгий привідний м'яз (лат. musculus adductir longus)   | Зовнішня поверхня лобкової кістки (між лобковим гребенем і лобковим симфіозом) | Медіальна губа шорсткої лінії стегна                                                                                   | Приводить стегно і обертає його назовні; згинає стегно                           |
|            | Короткий привідний м'яз (лат. musculus adductor brevis) | Зовнішня поверхня тіла і нижня гілка лобкової кістки                           | Шорстка лінія стегнової кістки                                                                                         | Приводить стегно і обертає його назовні; згинає стегно                           |
|            | Великий привідний м'яз (лат. musculus adductor magnus)  | Сідничний горбик, гілка сідничної кістки, нижня гілка лобкової кістки          | Медіальна губа шорсткої лінії                                                                                          | Приводить стегно і обертає його назовні; розгинає стегно                         |

### Задня група
| Ілюстрація | М'яз                                                                       | Початок | Кінець | Функція |
| ---------- | -------------------------------------------------------------------------- | --- | --- | --- |
|            | Півсухожилковий (напівсухожилковий) м'яз (лат. musculus semitendinosus)    | Сідничний горбик | Верхня частина великогомілкової кістки | Розгинає ногу в тазостегновому суглобі і згинає в колінному. При фіксованій кінцівці разом з великим сідничним м’язом розгинає тулуб в тазостегновому суглобі. При зігнутому коліні обертає гомілку всередину |
|            | Півперетинчастий (напівперетинчастий) м'яз (лат. musculus semimembranosus) | Сідничний горбик | Сухожилля напівперетинчастого м’яза розділяється на 3 пучки, один із яких приєднується до великогомілкової колатеральної зв’язки; інший утворює косу підколінну зв’язку, третій переходить у фасцію підколінного м’яза і кріпиться до лінії камбалоподібного м’яза великогомілкової кістки | Розгинає ногу в тазостегновому суглобі і згинає в колінному. При фіксованій кінцівці разом із великим сідничним м’язом розгинає тулуб в тазостегновому суглобі. При зігнутому коліні обертає суглоб всередину |
|            | Двоголовий м'яз стегна (лат. musculus biceps femoris)                      | Довга голівка — верхньомедіальна поверхня сідничного горбика, крижово-клубової зв’язки Коротка голівка — латеральна губа шорсткої лінії, верхня частина латерального надвиростка, латеральна міжм’язова перегородка стегна | Голівка малогомілкової кістки, зовнішня поверхня латерального виростка великогомілкової кістки | Розгинає ногу в тазостегновому суглобі і згинає в колінному. При фіксованій кінцівці разом із великим сідничним м’язом розгинає тулуб в тазостегновому суглобі. При зігнутому коліні обертає гомілку назовні  |
|            | Підколінний м'яз (лат. musculus popliteus)                                 | Латеральний надвиросток стегна і капсула колінного суглоба | Проксимальний відділ задньої поверхні великогомілкової кістки | Обертає гомілку всередину |

## М'язи гомілки

### Передня група
| Ілюстрація | М'яз                                                                            | Функція                                                           |
| ---------- | ------------------------------------------------------------------------------- | ----------------------------------------------------------------- |
|            | Передній великогомілковий м'яз (лат. musculus tibialis anterior)                | Розгинає і приводить стопу, піднімає її медіальний край (супінує) |
|            | Довгий м'яз-розгинач пальців (лат. musculus extensor digitoru, musculus longus) | Розгинає пальці ноги, пронує стопу                                |
|            | Довгий м'яз-розгинач великого пальця (лат. musculus extensor hallucis longus)   | Розгинає великий палець ноги і стопу, трохи супінуючи її          |

### Бічна група
| Ілюстрація | М'яз                                                         | Функція                                      |
| ---------- | ------------------------------------------------------------ | -------------------------------------------- |
|            | Довгий малогомілковий м'яз (лат. musculus peroneus longus)   | Пронує та згинає стопу                       |
|            | Короткий малогомілковий м'яз (лат. musculus peroneus brevis) | Пронує та згинає стопу, а також відводить її |

### Задня група, поверхневий шар
| Ілюстрація | М'яз                                                  | Функція                                                            |
| ---------- | ----------------------------------------------------- | ------------------------------------------------------------------ |
|            | Триголовий м’яз гомілки (лат. musculus triceps surae) | Згинає стопу; ікроножний м'яз згинає ногу в колінному суглобі      |
|            | Підошвовий м'яз (лат. musculus planlaris)             | Натягує капсулу колінного суглоба при згинанні і обертанні гомілки |

### Задня група, глибокий шар
| Ілюстрація | М'яз                                                                            | Функція                                                               |
| ---------- | ------------------------------------------------------------------------------- | --------------------------------------------------------------------- |
|            | Підколінний м'яз (лат. musculus popliteus)                                      | Згинає ногу в колінному суглобі, після чого обертає гомілку всередину |
|            | Довгий м'яз-згинач пальців (лат. musculus flexor digitoru, musculus longus)     | Згинає пальці ноги і стопу                                            |
|            | Задній великогомілковий м'яз (лат. musculus tibialis posterior)                 | Згинає і супінує стопу; при стоянні притискає пальці до землі         |
|            | Довгий м'яз-згинач великого пальця стопи (лат. musculus flexor hallucis longus) | Згинає великий палець ноги, супінує стопу                             |

## М'язи стопи

### Задня група
| Ілюстрація | М'яз                                                                                  | Функція                      |
| ---------- | ------------------------------------------------------------------------------------- | ---------------------------- |
|            | Короткий м'яз-розгинач пальців (лат. musculus extensor digitorum, musculus brevis)    | Розгинає пальці ноги         |
|            | Короткий м'яз-розгинач великого пальця стопи (лат. musculus extensor hallucis brevis) | Розгинає великий палець ноги |

### Присередня група
| Ілюстрація | М'яз                                                                              | Функція                                       |
| ---------- | --------------------------------------------------------------------------------- | --------------------------------------------- |
|            | Короткий м'яз-згинач великого пальця стопи (лат. musculus flexor hallucis brevis) | Згинає великий палець стопи                   |
|            | Привідний м'яз великого пальця стопи (лат. musculus adductor hallucis)            | Згинає і приводить великий палець стопи       |
|            | Відвідний м'яз великого пальця стопи (лат. musculus abductor hallucis)            | Відводить великий палець від середини підошви |

### Бічна група
| Ілюстрація | М'яз                                                                            | Функція                                                    |
| ---------- | ------------------------------------------------------------------------------- | ---------------------------------------------------------- |
|            | Відвідний м'яз V пальця стопи (лат. musculus abductor hallucis)                 | Згинає основну фалангу малого пальця і тягне її латерально |
|            | Короткий згинач малого пальця (лат. musculus flexor digitorum, musculus brevis) | Згинає основну фалангу мізинця                             |

### Середня група
| Ілюстрація | М'яз                                                                           | Функція |
| ---------- | ------------------------------------------------------------------------------ | --- |
|            | Короткий м'яз-згинач пальців (лат. musculus flexor digitorum, musculus brevis) | Згинає пальці ноги |
|            | Квадратний м'яз підошви (лат. musculus quadratus plantae)                      | Встановлює поздовжній напрямок тяги довгого згинача пальців, сухожилкові пучки якого підходять до пальців косо                                                                      |
|            | Червоподібні м'язи стопи (лат. musculus lumbricalis)                           | Згинає основні фаланги, випрямляючи середні та нігтьові |
|            | Підошвові міжкісткові м'язи (лат. musculus interossei dorsales et plantares)   | Зміщує пальці за сагітальною віссю, тобто приводить і відводить їх |
|            | Тильні міжкісткові мускули (лат. musculus interossei dorsales)                 | Тильний міжкістковий мускул I рухає II палець у медіальному напрямку; II, III, IV пальці тягнуть в латеральному. Всі чотири мускули згинають основну фалангу трьох середніх пальців |